# Mochtín
Mochtín (en allemand : Mochtin) est une commune du district de Klatovy, dans la région de Plzeň, en République tchèque. Sa population s'élevait à 1 115 habitants en 2021.

## Géographie
Mochtin se trouve à 6 km au sud-est de Klatovy, à 43 km au sud de Plzeň et à 112 km au sud-ouest de Prague.
La commune est limitée par Klatovy et Obytce au nord, par Plánice à l'est, par Číhaň, Kolinec, Chlistov et Klatovy au sud, et par Vrhaveč à l'ouest.

## Histoire
La première mention écrite de la localité date de 1398.

## Administration
La commune se compose de dix sections :
- Bystré
- Hoštice
- Hoštičky
- Kocourov
- Lhůta
- Mochtín
- Nový Čestín
- Srbice
- Těšetiny
- Újezdec

## Galerie

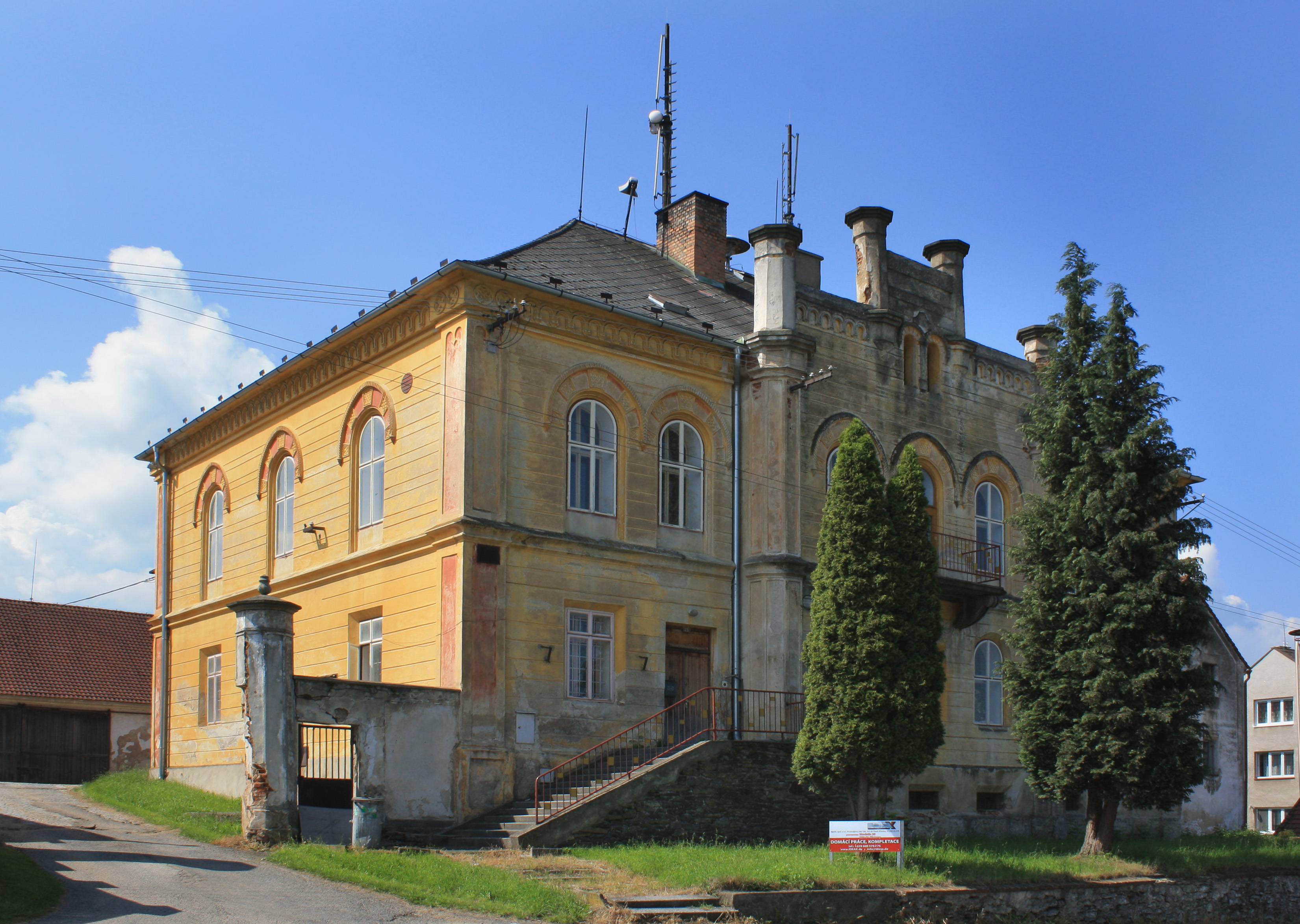
Château de Mochtín.
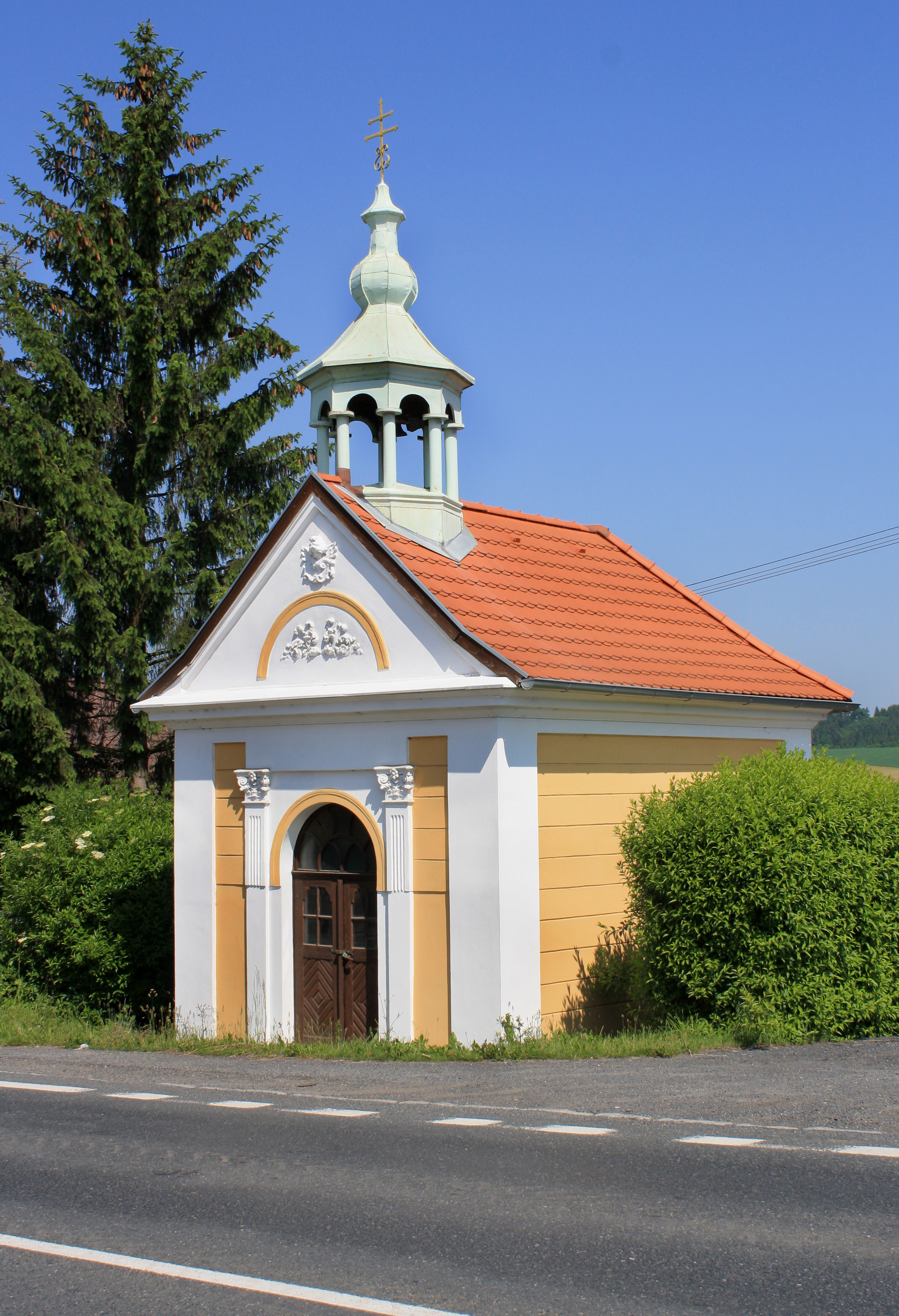
Chapelle.
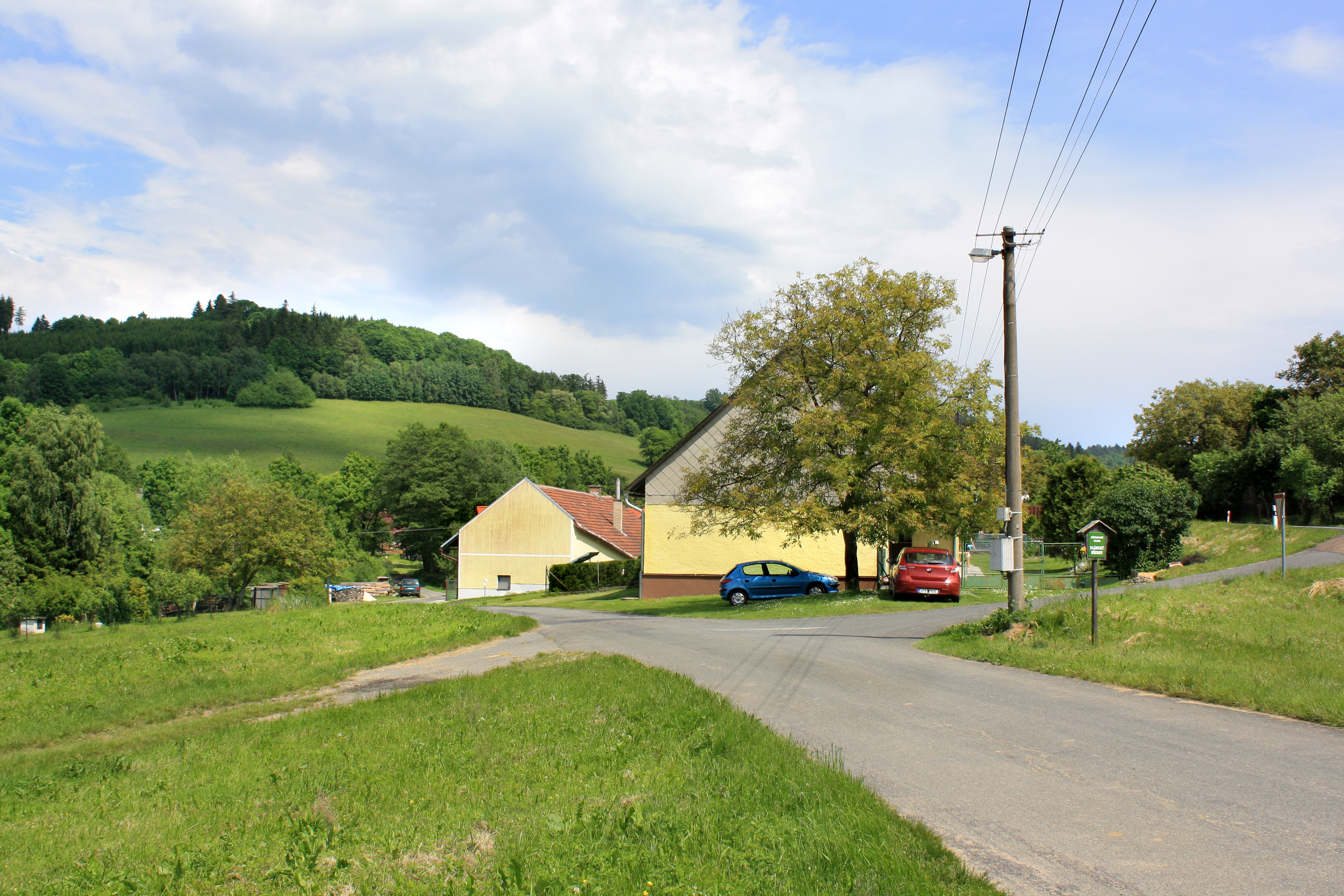
Hameau de Bystré.

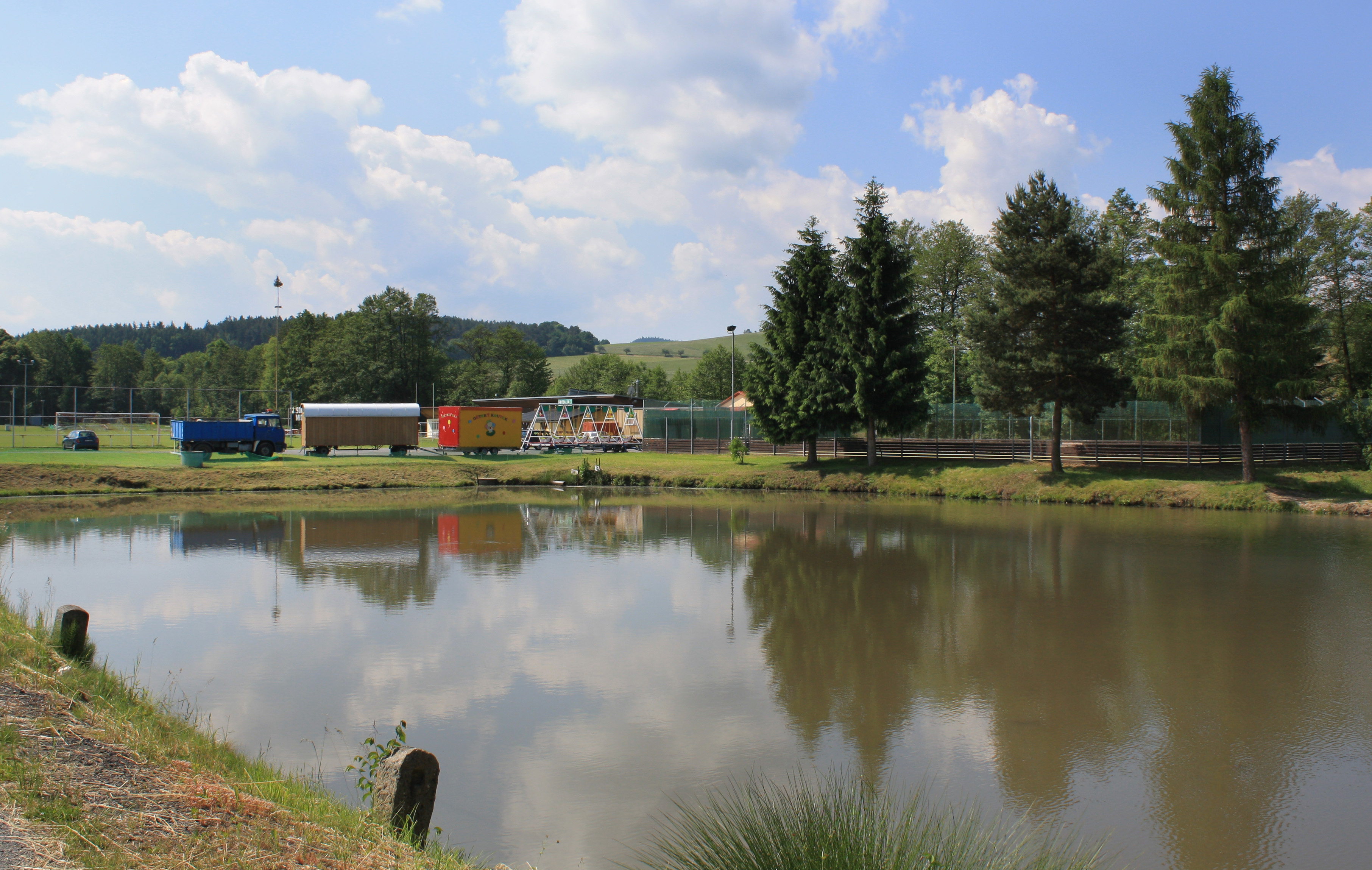
Mochtín : étang nord.
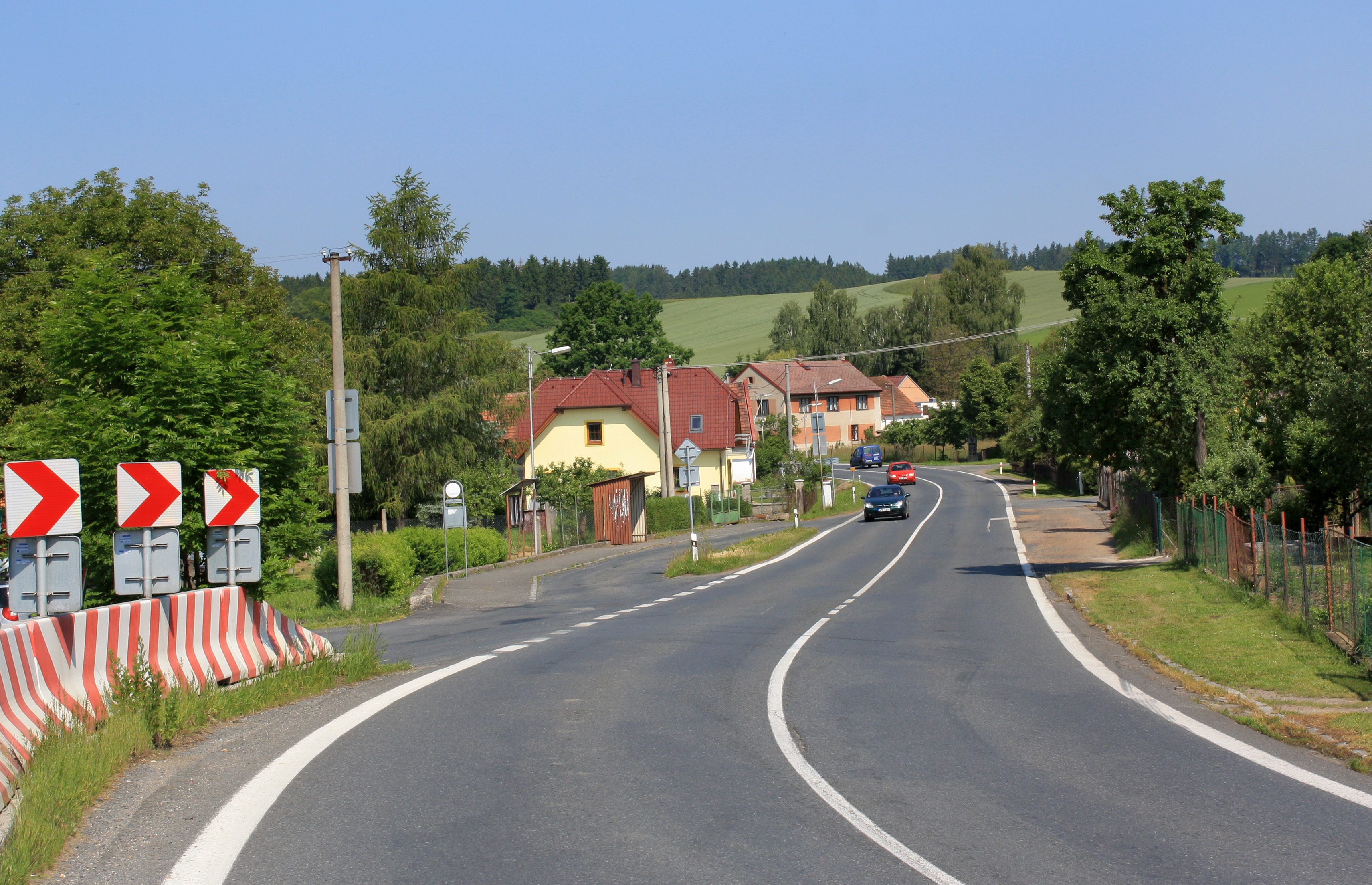
Mochtín : route 22.

## Transports
Par la route, Mochtín se trouve à 6 km de Klatovy, à 50 km de Plzeň et à 136 km de Prague.